# Фосалта ди Пјаве
Фосалта ди Пјаве је насеље у Италији у округу Венеција, региону Венето.
Према процени из 2011. у насељу је живело 3842 становника. Насеље се налази на надморској висини од 3 м.

## Становништво
Према резултатима пописа становништва 2011. у општини је живело 4.214 становника.
| 1951. | 1961. | 1971. | 1981. | 1991. | 2001. | 2011. |
| ----- | ----- | ----- | ----- | ----- | ----- | ----- |
| 3.938 | 3.641 | 3.689 | 3.735 | 3.832 | 4.022 | 4.214 |